# دعم متقدم للحياة القلبية
يشير الدعم المتقدم للحياة القلبية أو الدعم المتقدم للحياة القلبية الوعائية (اختصارًا ACLS) إلى مجموعة من الإجراءات الطبية الطارئة المُتخذة من أجل العلاج الفوري لتوقف القلب والسكتة الدماغية وغيرها من حالات الطوارئ الطبية التي تهدد حياة المريض، فضلاً عن ضرورة امتلاك المعرفة والمهارات اللازمة لتنفيذ هذه الإجراءات بدقةٍ وحذرٍ شديدين.

## المهارات المتقدمة

جهاز تنظيم ضربات القلب / جهاز مراقبة / جهاز تنظيم ضربات القلب من سيارة إسعاف في غراتس، النمسا.

يُعد الإلمام بقدر كبير من المعلومات الطبية والتدريب العملي المكثف والممارسة المستمرة من أهم المتطلبات لإتقان تقديم الدعم المتقدم للحياة القلبية. ويستطيع مقدمو الرعاية الصحية المؤهلون فقط تقديم الدعم المتقدم للحياة القلبية، حيث يتطلب ذلك عدة مهارات منها القدرة على فتح مجرى هوائي للمريض وفتح مسار للقسطرة الوريدية والقدرة على قراءة تخطيطات كهربية القلب وتفسيرها والقدرة على فهم علم أدوية الطوارئ واستيعابها، وذلك يتطلب وجود عدد من الأطباء (المتخصصون في الطب العام وطب العظام) والصيادلة (المختصصون في علم الأدوية) وأطباء الأسنان (جراحون وأطباء عموميون) والممارسين (أطباء مساعدون وممرضات ممارسات) ومُعالجي الجهاز التنفسي والممرضات وموظفي الإسعاف. كما أنه من الممكن تدريب العاملين بخدمة الطوارئ أيضًا على ذلك. وقد يتم تدريب متخصصي الرعاية الصحية أو المسعفين من غير الأطباء على كيفية تقديم إجراءات دعم الحياة الأساسية، خاصةً الإنعاش القلبي الرئوي (سي بي آر). فعند حدوث توقف مفاجئ للقلب، لابد من القيام بالإنعاش القلبي الرئوي على الفور حيث يُعد إجراءً هامًا وحيويًا ضمن إجراءات سلسلة النجاة. كما يُعد إزالة الرجفان المبكر إجراءً آخر لا يقل أهمية، وقد تطور كثيرًا مع الانتشار الواسع لأجهزة مزيل الرجفان الخارجي الآلي (إيه إي دي).

## تفسير تخطيط كهربية القلب
يبدأ التخطيط غالبًا بتحليل نَظْم قلب المريض عن طريق استخدام مزيل رجفان يدوي. بخلاف مزيل الرجفان الخارجي الآلي المستخدم في إجراءات دعم الحياة الأساسية، والذي يقوم بتحديد متى يتم إعطاء المريض الصعقة الكهربائية ويوضح كيفية القيام بذلك، لا تتوافر مثل هذه التقنية في مزيل الرجفان اليدوي حيث يتخذ مثل هذه القرارات قائد فريق الدعم المتقدم للحياة القلبية استنادًا إلى نظم قلب المريض الظاهر على شاشة الجهاز والعلامات الحيوية التي تظهر على المريض. وتتمثل الخطوة التالية ضمن إجراءات الدعم المتقدم للحياة القلبية في إدخال الخطوط الوريدية ووضع أجهزة المجرى الهوائي المختلفة. ثم يتم إعطاء المريض الأدوية المستخدمة عادةً كجزء من الإجراءات، على سبيل المثال أدرينالين وأميودارون. ثم تبدأ مجموعة من الأطباء المتخصصين في تفقد المريض بسرعة لاكتشاف الأسباب الممكنة لتوقف القلب (مثل الأسباب الرجعية القابلة للعلاج والجلطة القلبية). واستنادًا إلى التشخيص، يتم تقرير علاج أكثر تحديدًا. فقد يكون العلاج طبيًا مثل اللجوء إلى الحقن الوريدي لترياق مضاد للسموم في حالة تناول جرعة زائدة من الأدوية، وقد يكون العلاج جراحيًا مثل اللجوء إلى إدخال أنبوب صدري للمرضى الذين يعانون من استرواح الصدر الضاغط أو الصدر المدمي.

## المبادئ التوجيهية

### المبادئ التوجيهية لسنة 2010
قامت كُل من جمعية القلب الأمريكية ولجنة الاتصال الدولية لشؤون الإنعاش بتحديث المبادئ التوجيهية لإجراءات الدعم المتقدم للحياة القلبية عام 2010. وتركز المبادئ التوجيهية الجديدة على إجراءات دعم الحياة الأساسية باعتبارها المكون الرئيسي الذي يقوم عليه الدعم المتقدم للحياة القلبية. وتشمل المبادئ التوجيهية أيضًا ضرورة مراقبة مستوى ثاني أكسيد الكربون خلال عملية الزفير كمقياس لمدى فعالية الإنعاش القلبي الرئوي وكمقياس لنجاح عملية إعادة الدورة الدموية إلى حالتها الطبيعية. ومن بين التغييرات التي طرأت على المبادئ التوجيهية أيضًا استبعاد إعطاء الأتروبين للمريض في حالة النشاط الكهربي عديم النبض وتوقف الانقباض.
قد طرأ تغيير في خطوات تنفيذ الإنعاش القلبي الرئوي من حيث التسلسل، من ABC إلى CAB؛ لتكون كالآتي: أولاً، الضغطات الصدرية، ثانيًا فتح مجرى للتنفس، ثالثًا التنفس الاصطناعي وتعرف هذه الخطوات بـ (CAB)، على عكس الخطوات القديمة التي تم تعديلها وهي خطوات (ABC) وهي كالآتي فتح مجرى للتنفس، التنفس الاصطناعي، وأخيرًا الضغطات الصدرية.

### المبادئ التوجيهية لسنة 2005
أقرت المبادئ التوجيهية لسنة 2005 أن الضغطات الصدرية عالية الجودة وإزالة الرجفان المبكر هما المدخل إلى تحقيق نتائج أكثر إيجابية، حيث اتضح أن «العلاجات التقليدية للدعم المتقدم للحياة القلبية» لم تساهم حتى الآن بصورة كبيرة في زيادة أعداد الناجين الخارجين من المستشفى. كما أظهرت دراسة في عام 2004 أن الإجراءات الأساسية للإنعاش القلبي الرئوي وإزالة الرجفان المبكر هي التي ساهمت كثيرًا في تحسين احتماليات النجاة من توقف القلب، وليست إجراءات دعم الحياة المتقدمة.
تم نشر المبادئ التوجيهية لسنة 2005 في دورية سيركولاشن (Circulation). ويُعد كل من جمعية القلب الأمريكية في الولايات المتحدة ومجلس الإنعاش الأوروبي (ERC) في أوروبا أهم المصادر الرئيسية التي تضم كل ما يتعلق بدورات دعم الحياة القلبية المتقدمة ومقرراتها. تتوقع معظم المؤسسات الطبية خضوع كافة موظفيها لإعادة التأهيل مهنيًا وعلميًا على الأقل كل سنتين. وتوفر العديد من الأماكن دورات تدريبية للأطباء في مختبرات تستخدم تقنية المحاكاة مع فرصة التدرب على حالات رمزية صورية تضم دمى بشرية. كما تقبل بعض المستشفيات بالدورات التدريبية القائمة على برامج الحاسوب كنوع من أنواع إعادة التأهل. ويتوفر الآن دليل مقدم الدعم المتقدم للحياة القلبية الذي يعكس المبادئ التوجيهية الجديدة.
كذلك تتضمن الدورة التدريبية للدعم المتقدم للحياة القلبية التعامل مع السكتة الدماغية، مع التركيز على إجراءات سلسلة النجاة من السكتة الدماغية.

## خوارزميات
تنقسم المبادئ التوجيهية للدعم المتقدم للحياة القلبية إلى عدة «خوارزميات» - وهي مجموعة من التعليمات التي يتم اتباعها من أجل توفير خطوات علاجية موحدة وزيادة فعاليتها.
عادةً تأتي الخوارزميات على هيئة مخططات تدفق تتضمن أسئلة تُعبر عن قرارات يتم الإجابة عليها «بنعم/لا» حتى يسهل حفظها وتذكرها.
ملاحظات حول كيفية استخدام خوارزمية الدعم المتقدم للحياة القلبية
- يجب البحث عن أسباب توقف القلب الرجعية القابلة للعلاج ومحاولة علاجها، مثل بُطْء/تسرع القلب.
- يجب اتخاذ جميع تدابير الحيطة والحذر قبل استخدام أدرينالين في حالات توقف القلب المرتبطة بتعاطي الكوكايين أو غيرها من العقاقير المماثلة. فلا داعي لاستخدام الأدرينالين إلا بعد إعطاء الصدمة الكهربائية الثانية وفقًا لمعايير الدعم المتقدم للحياة القلبية حيث إن الصدمة الكهربائية في حد ذاتها ينتج عنها إطلاق كميات كبيرة من الأدرينالين[8]
- يُعطى المريض جرعة أتروبين بمقدار 1 ملغ (عبر الوريد) في حالة توقف الانقباض أو النشاط الكهربي عديم النبض (بمعدل <60/دقيقة) (لم يعد يوصى بذلك الآن).[9])
- في حالات توقف القلب ذات النشاط الكهربي عديم النبض الناجمة عن فرط بوتاسيوم الدمأو نقص كالسيوم الدم أو تناول جرعة مفرطة من العقاقير الحاصرة لقناة الكالسيوم Ca2+، يتم إعطاء جرعة من كلوريد الكالسيوم بمقدار 10 مل 10% (عبر الوريد) (6.8 مللي مول/لتر)
- يجب التفكير في اللجوء إلى أميودارون في حالة الرجفان البطيني/تسرع القلب البطيني عديم النبض بعد ثلاث محاولات لإزالة الرجفان، حيث إن هناك أدلة تؤكد أنه يحسن الاستجابة في حالات الرجفان البطيني/تسرع القلب البطيني المستعصية.
- في حالة الالتواء حول نقطة (وهو شكل من أشكال تسرع القلب البطيني)والرجفان البطيني المستعصي لدى المرضى الذين يعانون من تسمم الديجوكسين أو نقص ماغنسيوم الدم، يتم إعطاء جرعة من كبريتات الماغنسيوم عبر الوريد بمقدار 8 مللي مول (4 ملليلتر من محلول نسبة تركيزه 50%)

## معلومات تاريخية
تم نشر المبادئ التوجيهية للدعم المتقدم للحياة القلبية لأول مرة من قبل جمعية القلب الأمريكية عام 1974، ثم تم تحديثها عدة مرات في أعوام 1980 و1986 و1992 و2000 و2005 و2010.

## وصلات خارجية
- "2010 American Heart Association Guidelines for Cardiopulmonary Resuscitation and Emergency Cardiovascular Care Science". Circulation. ج. 122 ع. 18 Suppl 3. نوفمبر 2010. مؤرشف من الأصل في 2012-05-20.
- "2005 American Heart Association Guidelines for Cardiopulmonary Resuscitation and Emergency Cardiovascular Care". Circulation. ج. 112 ع. 24 Suppl: IV1–203. ديسمبر 2005. DOI:10.1161/CIRCULATIONAHA.105.166550. PMID:16314375. مؤرشف من الأصل في 2011-06-08.
- European 2005 guidelines from European Resuscitation Council
- ACLS Algorithms